# 12. vlada Republike Slovenije
12. Vlada Republike Slovenije je vlada Republike Slovenije, ki jo je po zmagi na državnozborskih volitvah sestavil mandatar Miro Cerar. Po odstopu Alenke Bratušek s položaja predsednice 11. vlade, je predsednik Borut Pahor razpisal predčasne parlamentarne volitve za 13. julij, na katerih je zmagala Stranka Mira Cerarja, s 34,49 % oz. približno 301500 glasovi. Predsednik te stranke Miro Cerar je bil 19. avgusta 2014 predlagan za mandatarja za sestavo nove vlade. Pogajanja so bila uspešna z dvema strankama - Socialnimi demokrati (SD) in Demokratično stranko upokojencev Slovenije (DeSUS). Mandatar je 9. septembra 2014 v državni zbor vložil listo ministrov, 17. septembra 2014 pa je bila 12. vlada Republike Slovenije tudi potrjena.
Predsednik vlade, Miro Cerar, je 14. marca 2018, po odločitvi Vrhovnega sodišča Republike Slovenije, da razveljavlja in zahteva ponovitev glasovanja na referendumu o ti. drugem tiru, napovedal odstop s funkcije predsednika vlade.

## Sestavljanje vladne koalicije
Mandatar za sestavo nove vlade Miro Cerar se je odločil, da s stranko SDS v vladi ne želijo sodelovati.
28. julija je Miro Cerar vsem strankam, ki so bile povabljene na koalicijska pogajanja poslal osnutek koalicijske pogodbe. 
Predsednik stranke DeSUS Karl Erjavec je potrdil sodelovanje v vladi Mira Cerarja, s čimer je Cerarju že uspelo zbrati več kot 45 glasov, s katerimi je postal predsednik vlade. 
Stranke, ki se niso strinjale s koalicijsko pogodbo in so ostale v opoziciji, so Združena levica, Slovenska demokratska stranka (slednja v koalicijska pogajanja ni bila povabljena), Zavezništvo Alenke Bratušek in Nova Slovenija.
Koalicijska pogodba je bila podpisana v sredo, 3. septembra.
S koalicijsko pogodbo so bila ministrska mesta (16) razdeljena tako:
- SMC - 8 ministrskih mest + 1 mesto brez resorja
  - finance, notranje zadeve, pravosodje, gospodarski razvoj in tehnologija, infrastruktura, izobraževanje, znanost in šport, javna uprava + Urad Vlade RS za strateške projekte
- DeSUS - 3 ministrska mesta + 1 mesto brez resorja
  - zunanje zadeve, kultura, okolje in prostor + Urad Vlade RS za Slovence po svetu
- SD - 3 ministrska mesta
  - delo, družina, socialne zadeve in enake možnosti, kmetijstvo, gozdarstvo in prehrana, obramba

## Položaji
| Služba                                                                     | Položaj                       | Ime                   | Izobrazba                                                            | Slika | Koalicijska kvota | Državni sektretarji                                                               |
| -------------------------------------------------------------------------- | ----------------------------- | --------------------- | -------------------------------------------------------------------- | ----- | ----------------- | --------------------------------------------------------------------------------- |
| Vlada Republike Slovenije                                                  | Predsednik                    | Miro Cerar            | doktor pravnih znanosti                                              |       | SMC               | Tadej Slapnik Andreja Črnak Meglič Renato Golob Anton Žunič Erik Kopač Igor Mally |
| Ministrstvo za zunanje zadeve                                              | Minister, podpredsednik vlade | Karl Erjavec          | diplomirani pravnik                                                  |       | DeSUS             | Andrej Logar Iztok Mirošič                                                        |
| Ministrstvo za javno upravo                                                | Minister, podpredsednik vlade | Boris Koprivnikar     | diplomirani organizator dela in informatike                          |       | SMC               | Tanja Bogataj Nejc Brezovar                                                       |
| Ministrstvo za kmetijstvo, gozdarstvo in prehrano                          | Minister, podpredsednik vlade | Dejan Židan           | doktor veterinarske medicine, magister poslovodenja in organiziranja |       | SD                | Tanja Strniša Marjan Podgoršek                                                    |
| Ministrstvo za finance                                                     | Ministrica                    | Mateja Vraničar Erman | magistrica pravnih znanosti                                          |       | SMC               | Saša Jazbec Tilen Božič Miranda Groff Ferjančič Gorazd Renčelj                    |
| Ministrstvo za notranje zadeve                                             | Ministrica                    | Vesna Györkös Žnidar  | magistrica evropskega prava                                          |       | SMC               | Boštjan Šefic Andrej Špenga                                                       |
| Ministrstvo za pravosodje                                                  | Minister                      | Goran Klemenčič       | magister prava                                                       |       | SMC               | Darko Stare Tina Brecelj                                                          |
| Ministrstvo za delo, družino, socialne zadeve in enake možnosti            | Ministrica                    | Anja Kopač Mrak       | doktorica sociologije                                                |       | SD                | Martina Vuk Peter Pogačar                                                         |
| Ministrstvo za gospodarski razvoj in tehnologijo                           | Minister                      | Zdravko Počivalšek    | diplomirani inženir agronomije                                       |       | SMC               | Aleš Cantarutti Eva Štravs Podlogar                                               |
| Ministrstvo za infrastrukturo                                              | Minister                      | Peter Gašperšič       | doktor tehniških znanosti                                            |       | SMC               | Klemen Potisek Jure Leben                                                         |
| Ministrstvo za izobraževanje, znanost in šport                             | Ministrica                    | Maja Makovec Brenčič  | doktorica ekonomskih znanosti                                        |       | SMC               | Andreja Berle Lakota Tomaž Boh                                                    |
| Ministrstvo za kulturo                                                     | Minister                      | Anton Peršak          | diplomirani režiser komparativist                                    |       | DeSUS             | Damjana Pečnik                                                                    |
| Ministrstvo za okolje in prostor                                           | Ministrica                    | Irena Majcen          | inženirka kmetijstva - živinoreje                                    |       | DeSUS             | Lidija Stebernak                                                                  |
| Ministrstvo za zdravje                                                     | Ministrica                    | Milojka Kolar Celarc  | diplomirana ekonomistka                                              |       | SMC               | Ana Medved Jožica Maučec Zakotnik                                                 |
| Ministrstvo za obrambo                                                     | Ministrica                    | Andreja Katič         | diplomirana pravnica                                                 |       | SD                | Miloš Bizjak                                                                      |
| Urad Vlade Republike Slovenije za Slovence v zamejstvu in po svetu         | Minister brez resorja         | Gorazd Žmavc          | pravnik - smer gospodarsko pravo                                     |       | DeSUS             | Aleksandra Pivec                                                                  |
| Služba Vlade Republike Slovenije za razvoj in evropsko kohezijsko politiko | Ministrica brez resorja       | Alenka Smerkolj       | profesorica francoščine in španščine                                 |       | SMC               | Franc Matjaž Zupančič                                                             |

## Javno mnenje o vladi
Prvih sto dni delovanja vlade ni popolnoma prepričalo javnosti, ki jo je ocenila kot premalo aktivno.

## Organi v sestavi
| Služba                                                          | Organi v sestavi | Vodja organa |
| --------------------------------------------------------------- | --- | --- |
| Ministrstvo za finance                                          | Finančna uprava RS (FURS) Urad RS za preprečevanje pranja denarja Uprava RS za javna plačila (UJP) Urad RS za nadzor proračuna | generalna direktorica Jana Ahčin direktor Darko Muženič generalna direktorica mag. Aleksandra Miklavčič direktor Dušan Sterle |
| Ministrstvo za notranje zadeve                                  | Policija Inšpektorat RS za notranje zadeve | generalni direktor Marjan Fank glavni inšpektor Mitja Perko |
| Ministrstvo za pravosodje                                       | Uprava RS za izvrševanje kazenskih sankcij (URSIKS) | generalni direktor Jože Podržaj |
| Ministrstvo za delo, družino, socialne zadeve in enake možnosti | Inšpektorat RS za delo | glavna inšpektorica Nataša Trček |
| Ministrstvo za gospodarski razvoj in tehnologijo                | Tržni inšpektorat RS Urad RS za intelektualno lastnino Urad RS za meroslovje | glavna inšpektorica Andrejka Grlić v. d. direktorja Vojko Toman direktor Samo Kopač |
| Ministrstvo za kmetijstvo, gozdarstvo in prehrano               | Agencija RS za kmetijske trge in razvoj podeželja (AKTRP) Uprava RS za varno hrano, veterinarstvo in varstvo rastlin (UVHVVR) Inšpektorat RS za kmetijstvo in okolje | generalni direktor Benedikt Jeranko generalni direktor Janez Posedi glavna inšpektorica Saša Dragar Milanovič |
| Ministrstvo za infrastrukturo                                   | Inšpektorat RS za infrastrukturo Uprava RS za pomorstvo (UP) Direkcija RS za infrastrukturo | glavna inšpektorica Sandra Petan Mikolavčič direktor Jadran Klinec direktor Damir Topolko |
| Ministrstvo za izobraževanje, znanost in šport                  | Inšpektorat RS za šolstvo in šport Urad RS za mladino | glavni inšpektor Tomaž Rozman v. d. direktorja Rok Primožič |
| Ministrstvo za kulturo                                          | Inšpektorat RS za kulturo in medije Arhiv RS | v. d. glavne inšpektorice Sandra Vesel direktor Bojan Cvelfar |
| Ministrstvo za javno upravo                                     | Inšpektorat RS za javni sektor | glavna inšpektorica Lidija Apohal Vučković |
| Ministrstvo za okolje in prostor                                | Agencija RS za okolje (ARSO) Inšpektorat RS za okolje in prostor Uprava RS za jedrsko varnost (URSJV) Geodetska uprava RS (GURS) Direkcija RS za vode | generalni direktor Joško Knez glavna inšpektorica Dragica Hržica direktor Andrej Stritar generalni direktor Anton Kupic direktor Tomaž Prohinar |
| Ministrstvo za zdravje                                          | Zdravstveni inšpektorat RS Urad RS za kemikalije Uprava RS za varstvo pred sevanji (UVPS) | glavna inšpektorica Dunja Sever direktor Alojz Grabner direktor Damijan Škrk |
| Ministrstvo za obrambo                                          | Generalštab slovenske vojske Uprava RS za zaščito in reševanje (URSZR) Inšpektorat RS za obrambo Inšpektorat RS za varstvo pred naravnimi in drugimi nesrečami | načelnik Andrej Osterman generalni direktor Darko But glavni inšpektor Roman Zupanec glavni inšpektor Milivoj Dolščak |
| Vlada Republike Slovenije                                       | Kabinet predsednika Vlade RS Generalni sekretariat Vlade RS Protokol RS Slovenska obveščevalno-varnostna agencija (SOVA) Služba Vlade RS za zakonodajo Statistični urad RS (SURS) Urad Vlade RS za komuniciranje Urad Vlade RS za makroekonomske analize in razvoj (UMAR) Urad Vlade RS za narodnosti Urad Vlade RS za varovanje tajnih podatkov Urad Vlade RS za oskrbo in integracijo migrantov | vodja kabineta Gregor Krajc generalna sekretarka Lilijana Kozlovič šefinja Protokola Ksenija Benedetti direktor Zoran Klemenčič direktorica Ksenija Mihovar Globokar generalna direktorica Genovefa Ružić direktorica Kristina Plavšak Krajnc direktor Boštjan Vasle direktor Stanko Baluh v. d. direktorja Dobran Božič v. d. direktorice Mojca Špec Potočar |
| Posvetovalna telesa Vlade RS in delovna telesa Vlade RS         | Posvetovalna telesa: Fiskalni svet Ekonomsko-socialni svet Delovna telesa: Odbor Vlade RS za državno ureditev in javne zadeve Odbor Vlade RS za gospodarstvo Komisija Vlade RS za administrativne zadeve in imenovanja | predsednik Davorin Kračun predsednica Anja Kopač Mrak predsednik Karl Erjavec predsednik Dejan Židan predsednik Boris Koprivnikar |

## Interpelacije o delu in odgovornosti ter ustavne obtožbe

### Interpelacije o delu in odgovornosti
Pogoj za izglasovanje nezaupnice ministru je absolutna večina glasov vseh poslank in poslancev (118. člen Ustave RS). Tudi, če je glasov ZA več, kot glasov PROTI, vendar glasov ZA ni 46 ali več, nezaupnica ni izrečena (primer interpelacije dr. Anje Kopač Mrak iz 16. junija 2016)
| Datum interpelacije | Interpelirani minister                                             | Predlagatelj | KVORUM | ZA | PROTI | IZID          | Besedilo interpelacije |
| ------------------- | ------------------------------------------------------------------ | --- | ------ | -- | ----- | ------------- | ---------------------- |
| 17. november 2017   | Goran Klemenčič minister za pravosodje                             | Skupina poslank in poslancev, prvopodpisani Jože Tanko Slovenska demokratska stranka | 65     | 18 | 47    | neizglasovana | [ 7 ]                  |
| 13. september 2017  | Milojka Kolar Celarc ministrica za zdravje                         | Skupina poslank in poslancev, prvopodpisani Jože Tanko Slovenska demokratska stranka | 69     | 23 | 42    | neizglasovana |                        |
| 24. november 2016   | Vlada Republike Slovenije                                          | Skupina poslank in poslancev, prvopodpisani Janez Janša Slovenska demokratska stranka | 68     | 19 | 48    | neizglasovana |                        |
| 7. november 2016    | Maja Makovec Brenčič ministrica za izobraževanje, znanost in šport | Skupina poslank in poslancev, prvopodpisani Jože Tanko Slovenska demokratska stranka | 68     | 18 | 48    | neizglasovana |                        |
| 18. oktober 2016    | Milojka Kolar Celarc ministrica za zdravje                         | Skupina poslank in poslancev, prvopodpisani Jože Tanko Slovenska demokratska stranka | 80     | 24 | 49    | neizglasovana |                        |
| 20. september 2016  | Peter Gašperšič minister za infrastrukturo                         | Skupina poslank in poslancev, prvopodpisani Matej T. Vatovec Levica, Zavezništvo socialno-liberalnih demokratov (prej Zavezništvo Alenke Bratušek, trenutno Stranka Alenke Bratušek), nepovezani poslanci | 83     | 13 | 48    | neizglasovana |                        |
| 16. junij 2016      | Anja Kopač Mrak ministrica za delo, družino in socialne zadeve     | Skupina poslank in poslancev, prvopodpisani Jože Tanko Slovenska demokratska stranka | 82     | 43 | 38    | neizglasovana |                        |
| 3. marec 2016       | Karl Viktor Erjavec minister za zunanje zadeve                     | Skupina poslank in poslancev, prvopodpisani Matej Tonin Nova Slovenija, Slovenska demokratska stranka | 75     | 20 | 51    | neizglasovana |                        |
| 24. september 2015  | Vesna Györkös Žnidar ministrica za notranje zadeve                 | Skupina poslank in poslancev, prvopodpisani Jože Tanko Slovenska demokratska stranka | 78     | 25 | 50    | neizglasovana |                        |

### Ustavne obtožbe
V skladu s 119. in 109. členom Ustave RS je možna obtožba predsednika vlade ali ministra pred Ustavnim sodiščem RS, ki lahko z dvotretjinsko večino glasov vseh ustavnih sodnikov, odloči o prenehanju funkcije obtoženega funkcionarja. Med postopkom odločanja lahko Ustavno sodišče obtoženemu tudi začasno prepove opravljanje funkcije.
V skladu s 187. členom Poslovnika DZ predlog obtožbe lahko predlaga skupina najmanj 10 poslancev DZ. Državni zbor mora o predlogu odločiti najkasneje v 60 dneh od vložitve le-tega. DZ odloči s sklepom in večino glasov vseh poslancev, glasovanje je javno. Lahko pa DZ na podlagi 3. odstavka 85. člena poslovnika DZ odloči, da bo o predlogu ustavne obtožbe odločal tajno.
Na zahtevo DZ-ja se mora v skladu 3. odstavkom 192. člena Poslovnika DZ o predlogu ustavne obtožbe predsednika vlade izreči predsednik republike, v primeru ustavne obtožbe ministra pa predsednik vlade.
Če državni zbor izglasuje ustavno obtožbo, potem izmed skupine poslancev predlagateljev obtožbe, imenuje pooblaščenega predstavnika, ki DZ in obtožbo zastopa pred Ustavnim sodiščem.
| Datum obravnave ustavne obtožbe | Obtoženi                    | Predlagatelj                                                                         | KVORUM | ZA | PROTI | IZID          | Besedilo ustavne obtožbe |
| ------------------------------- | --------------------------- | ------------------------------------------------------------------------------------ | ------ | -- | ----- | ------------- | ------------------------ |
| 9. januar 2018                  | Miro Cerar predsednik vlade | Skupina poslank in poslancev, prvopodpisani Jože Tanko Slovenska demokratska stranka | 74     | 18 | 52    | neizglasovana | [ 8 ]                    |